# Kapel van de Verlosser

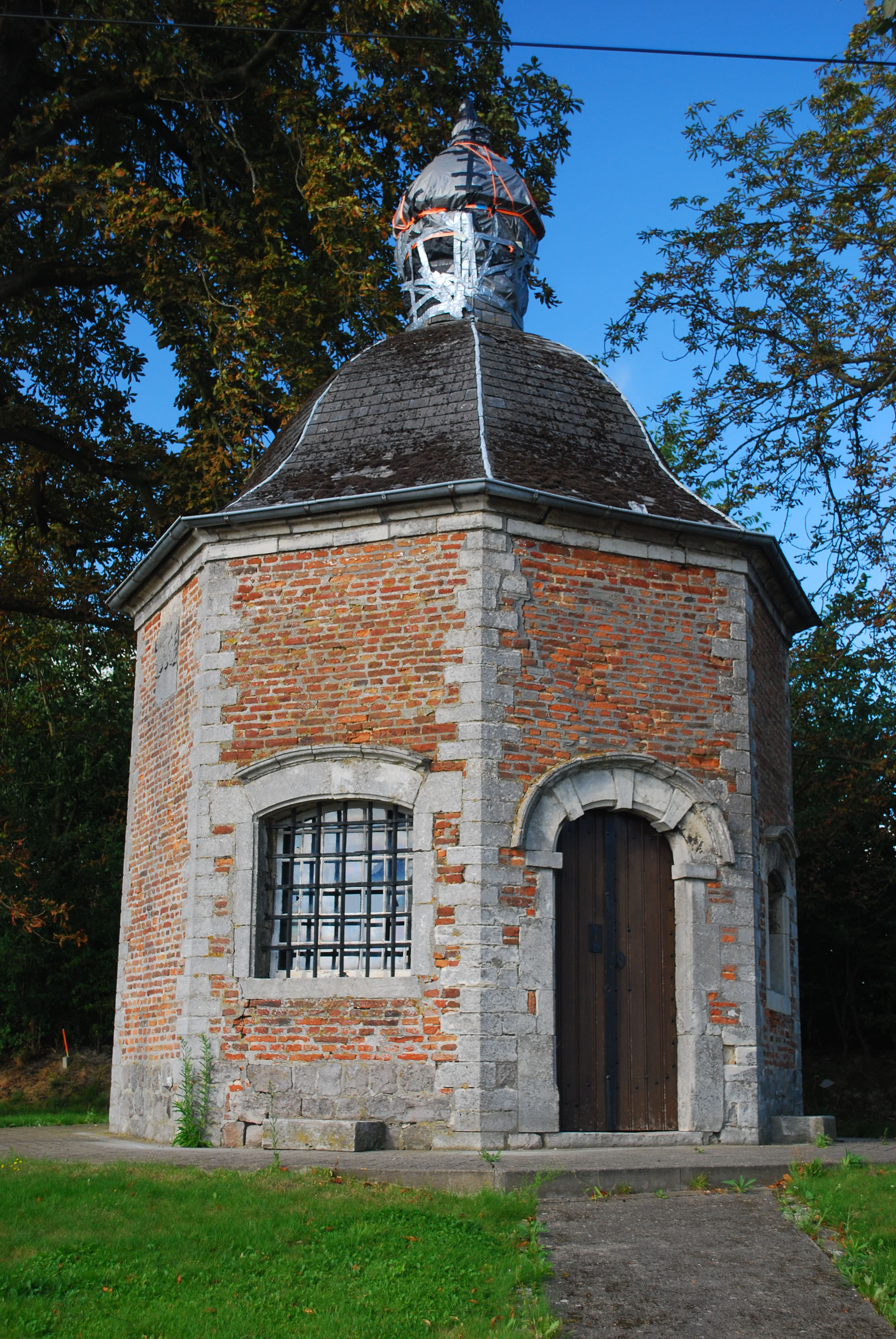
Kapel van de Verlosser

De Kapel van de Verlosser of Kapel van de Zaligmaker is een kapel in de tot de Vlaams-Brabantse gemeente Kortenaken behorende plaats Ransberg, gelegen aan de Dorpsstraat.

## Geschiedenis
In 1653 begon de verering van een kruisbeeld dat aan een eik hing. De kapel werd gebouwd eind 17e eeuw, gezien de jaartallen 1692 en 1699. Het opschrift luidt: Dese capelle hebben laten maeken H.J.F. De Trips VB ende Anne-Marie Hoen de Cartels ende Philippine de Spies de Bullesheim, Baronnes van Eys, vrye H. ende vrouwen tot Neerlinter, annis 1692 ende 1699. Opdrachtgevers waren dus de heer en vrouwe van Ransberg.
In 1722 werd door Paus Innocentius XIII een volle aflaat toegekend aan zij die de kapel bezochten op een vrijdag tijdens de vastentijd.

## Gebouw
Het betreft een achthoekig bouwwerkje in barokstijl, in baksteen uitgevoerd met natuurstenen omlijstingen en hoekkettingen. Het dak is met leien bedekt en heeft een sierlijke lantaarn.
Het houten altaar heeft een barok antependium, eveneens in hout uitgevoerd.